# Диваков, Андрей Вадимович
Андрей Вадимович Диваков (род. 7 октября 1978, Минск) — белорусский футболист, защитник и полузащитник.

## Биография
Воспитанник минского футбола, первый тренер — Яков Михайлович Шапиро. На взрослом уровне начинал играть в 1994 году в дубле минского клуба «Атака-Аура», а в 1996 году дебютировал в главной команде своего клуба в высшей лиге Белоруссии.
В 1998 году после распада «Атаки» вместе с группой молодых игроков клуба перешёл в дубль «БАТЭ», но в первое время по приглашению своего тренера Якова Шапиро играл на правах аренды за «Коммунальник» (Слоним) в высшей лиге. 24 апреля 1999 года дебютировал в основном составе БАТЭ в игре против «Нафтана», заменив на 56-й минуте Александра Лисовского, и на 70-й минуте отметился первым голом за клуб. Чемпион Белоруссии 1999 года, серебряный призёр 2000 года. В начале 2000-х годов из-за травм пропустил почти полтора сезона и в итоге покинул БАТЭ.
В ходе сезона 2002 года перешёл в жодинское «Торпедо», которое тренировал Яков Шапиро, обещавший спортсмену игровую практику. В составе «Торпедо» за 4 с половиной сезона сыграл более 100 матчей, был основным игроком клуба. Затем в течение трёх лет выступал за «Витебск», где был капитаном, а в 2010 году играл за «Минск», с которым стал бронзовым призёром чемпионата. В 2011 году снова выступал в жодинском клубе.
Всего в высшей лиге Белоруссии сыграл 285 матчей и забил 13 голов.
В конце карьеры в течение четырёх лет играл во второй лиге за «Осиповичи».
После окончания игровой карьеры работал детским тренером в школе «Арсенал» (Минск). Окончил БГУФК.